# EMIKO
EMIKO（エミコ）は、日本のヨガインストラクター、パーソナルトレーナー、インフルエンサー。静岡県を拠点に活動しており、産前産後の女性を中心としたヨガ・トレーニング指導に強みを持つ。

## 経歴
美容業界で活動していた頃、ダイエット目的でヨガを始めた。もともと身体が硬く、ヨガは柔軟性が必要と考えていたが、解剖学的視点に基づくアーサナ（ポーズ）指導と、ヨガ哲学に感銘を受けたことで、本格的に学び始める。ニューヨークにて全米ヨガアライアンス（RYT200）ハタヨガティーチャートレーニングを修了。帰国後、静岡県内11ヶ所のスタジオで指導を行い、メディア出演やイベント登壇を通じてヨガの普及に努める。
解剖学に基づいた身体操作の知識を活かし、産前産後を含む女性限定パーソナルトレーニングにも注力している。
現在は一児の母として、《産前に戻るではなく、産前を超える体作り！》をテーマに掲げ自らのボディメイクをSNSで公開中。
自分が妊娠＆産後中に実際に行ってきた【妊婦期の運動の仕方】、【産後のボディメイク方法】の発信に力をいれ全国の妊婦さん&産後さんにヨガやトレーニングの大切さを伝えている。
Instagramフォロワー数は3.3万人（2025年4月時点）。また、YouTubeチャンネル「EMIKO YOGALIFE」では、ヨガレッスンやライフスタイルに関するコンテンツを配信している。

## 主な活動内容
- 産前産後の女性に向けたヨガ・トレーニング指導
- 静岡県を中心としたスタジオ・イベントでのレッスン提供
- SNSを活用したオンラインレッスン・情報発信（Instagram・YouTube）

## 資格・履修歴
- studio yoggy ベーシック／トレーニングコース（BTC）修了
- 全米ヨガアライアンスRYT200（ニューヨーク）
- studio yoggy セラピューティック トレーニングコース（TH）修了
- studio yoggy シニアヨガ・ティーチャートレーニングコース（STC）修了
- 公益社団法人日本アロマ環境協会 アロマテラピー検定1級取得
- Anusarayoga Immersion 1, 2, 3 修了

## メディア出演

### テレビ・ラジオ
- 静岡第一テレビ「ずん飯尾のペコリーノ」
- テレビ静岡「GirlsParty」「バカ売れの法則」「ただいま!テレビ」
- SBSテレビ「ORANGE」「元気しずおか人」
- トコちゃんねる静岡「トコちゃんワイド」「部活探訪」
- 静岡朝日テレビ「スポーツパラダイス」「とびっきり!しずおか」
- SBSラジオ「金のふくわうち」「鉄崎幹人のWASABI」「聞いてなるほど！いきいきライフ」
- K-mix「水曜日のヨガ」（パーソナリティー担当、現在番組終了）

### オンライン・雑誌
- Women’s Health Japan「Fit Girls File」（2021年）[2]
- Women’s Health Japan「ハワイマラソンHapalua特集」（2022年）[3]
- Women’s Health Japan「Japan Tour 2023」（2023年）[4]